# Gjon Gjinaj
Gjon Gjinaj (ur. 1913 we wsi Fan, okręg Mirdita, zm. 23 grudnia 1977 w Nowym Jorku) – albański wojskowy, działacz ruchu oporu, organizator antykomunistycznego ruchu oporu.

## Życiorys
Był synem Mehilla. W czasie II wojny światowej działał w ruchu oporu na terytorium Albanii. Po wyjeździe z kraju w 1944 związał się z organizacją Bloku Kombetar Independent (Niezależny Blok Narodowy). Współpracował z brytyjskimi i amerykańskimi służbami specjalnymi, uczestnicząc w operacji Valuable - prowadzonych przez SIS i CIA przygotowaniach do powstania antykomunistycznego, które miało wybuchnąć na terytorium Albanii. 28 grudnia 1949 grupa Gjinaja na pokładzie samolotu transportowego, który wystartował z włoskiego lotniska wojskowego została przetransportowana do północnej Albanii. Wylądowało dziewięć osób, grupą dowodził Gjinaj. Oddział prowadził głównie działania sabotażowe i dywersyjne. Grupa dwukrotnie stoczyła walkę z oddziałami Sigurimi - 2 grudnia 1950 w pobliżu wsi Zepe i 25 kwietnia 1951 w rejonie wsi Munella. W drugiej bitwie Gjinaj został ranny. Po zakończeniu misji oddział Gjinaja przedostał się na terytorium Jugosławii, gdzie został internowany. Po wyjeździe z Jugosławii Gjinaj zamieszkał w Stanach Zjednoczonych, gdzie zmarł w roku 1977.